# Grote Bekken (hydrografisch)

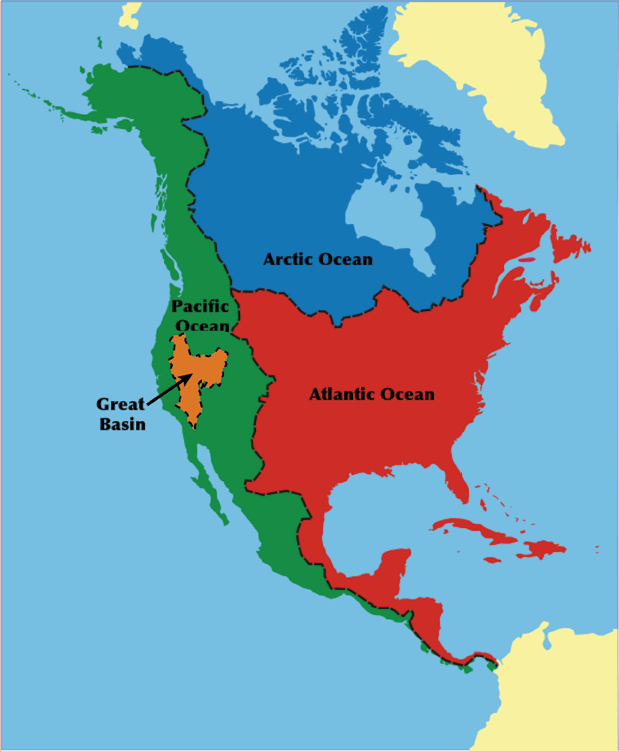
Locatie van het Grote Bekken in oranje

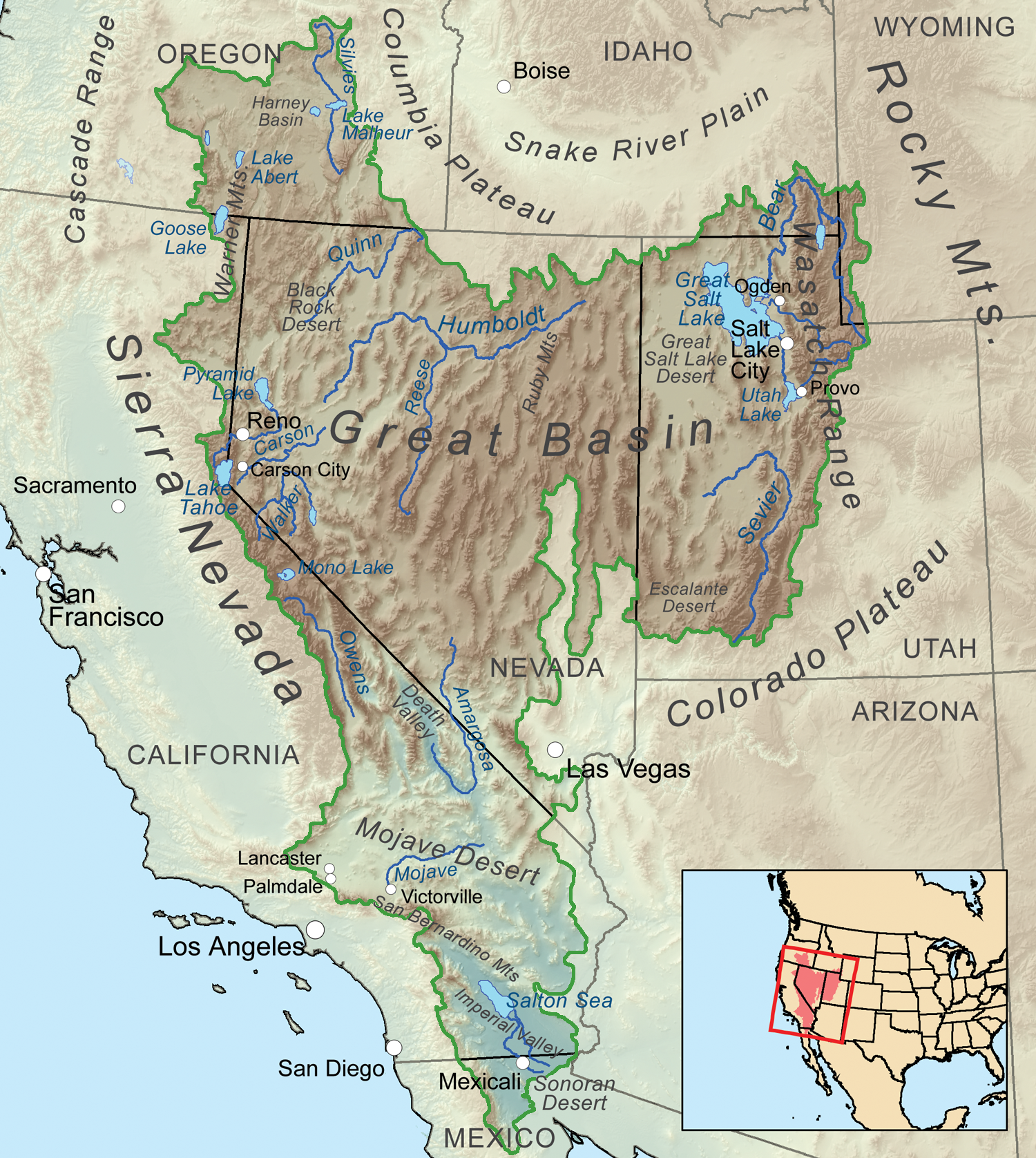
Kaart van het Grote Bekken

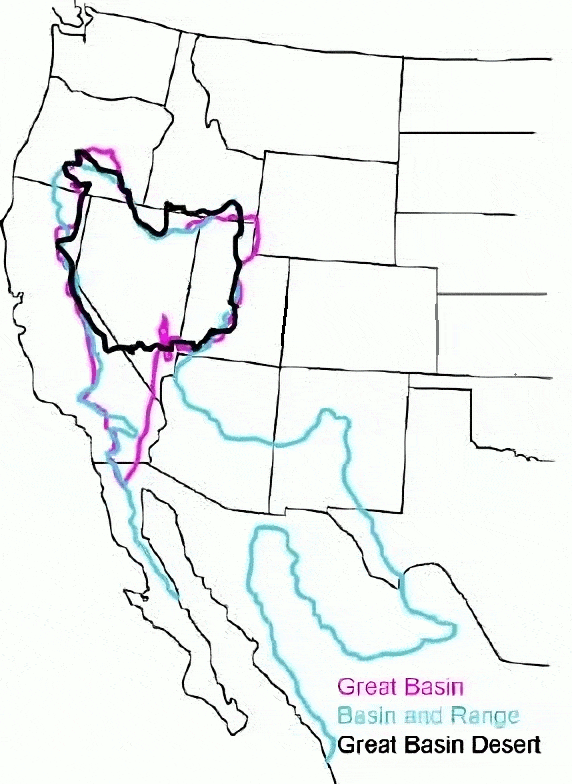
Het hydrografische Great Basin (lila) kent een grote uitloper naar het zuiden, de Great Basin Desert (zwart) niet.

Het Grote Bekken (Engels: Great Basin) is een endoreïsch bekken, een gebied dat niet afwatert naar zee, gelegen in het westen van de Verenigde Staten, tussen de Rocky Mountains en de Sierra Nevada. Het gebied heeft een droog klimaat en bevat het grootste woestijngebied van de Verenigde Staten: zowel de Great Basin Desert, de Mojavewoestijn als de Sonorawoestijn liggen aaneensluitend in het Grote Bekken. De Great Basin Desert, of woestijn van het Grote Bekken, heeft een eigen, karakteristieke vegetatie, en bestrijkt een kleiner gebied dan het gehele bekken.

## Beschrijving
Het 520.000 vierkante kilometer grote bekken beslaat het merendeel van Nevada en meer dan de helft van Utah, evenals delen van Californië, Idaho, Oregon en Wyoming. Het Grote Bekken is niet één enkel drainagebekken, maar bevat verschillende stroomgebieden. In het uiterste zuiden strekt het stroomgebied van de Salton Sea zich uit tot in Mexico.

### Stroomgebieden
Stroomgebieden binnen het Grote Bekken zijn:
- Great Salt Lake - Utah, Idaho, Wyoming
  - Bear River, de langste rivier in het Grote Bekken
  - Jordan River
    - Provo River

  - Weber
- Sevier Lake - Utah
  - Sevier, de tweede langste rivier in het Grote Bekken
- Death Valley - Californië, Nevada
  - Amargosa
- Honey Lake - Californië
  - Susan River
- Mono Lake - Californië
- Humboldt Sink
  - Humboldt River, het grootste stroomgebied en de derde langste rivier in het Grote Bekken
    - Reese River
- Pyramid Lake en Winnemucca Lake - Nevada
  - Truckee
- Black Rock Desert - Nevada
  - Quinn River
- Carson Sink - Nevada
  - Carson River
- Walker Lake - Nevada
  - Walker River
- Harney Basin met Harney Lake en Malheur Lake - Oregon
  - Donner und Blitzen River
  - Silvies River
- Abert Lake - Oregon
  - Chewaucan River
- Summer Lake - Oregon
- Silver Lake - Oregon
- Surprise Valley - Californië, Nevada
- Escalante Desert - Utah
- Salton Sea - Californië
  - New River
  - Whitewater River
  - Alamo
- Owens Valley
  - Owens River
- Soda Lake - Californië
  - Mojave River

### Geomorfologie
Het endoreïsche drainagepatroon van het Grote Bekken wordt veroorzaakt door de barrière die de omringende bergen voor rivieren vormen.
Het Grote Bekken behoort tot de Basin and Range Province en bestaat daarom op de meeste plaatsen uit een afwisseling van langgerekte bergketens en valleien. Verder bevat het Grote Bekken twee grote zoutvlaktes, overblijfselen van wat in de laatste ijstijd twee grote meren waren: Lake Lahontan in het noordwesten en Lake Bonneville in het noordoosten.

## Geologie
Het Grote Bekken wordt door geologen gezien als een gebied dat midden in een proces van uitstrekken en breken zit. De aardkorst is relatief gezien dun, en wordt nog dunner. Geologen vermoeden dat het bekken in de verre toekomst zal veranderen in een rift, waarna de zee er kan binnenstromen vanuit de Golf van Californië. Vroeger was de Salton Sea al eens verbonden met de oceaan en vormde deze het noordelijke einde van de Golf van Californië.

## Inwoners
Het Bekken is een van de dunstbevolkte gebieden van de Verenigde Staten. De twee grootste steden in het Bekken zijn Salt Lake City aan de oostgrens en Reno aan de westgrens. Een paar voorsteden van Los Angeles waaronder Lancaster, Palmdale, Victorville en Hesperia (Californië) bevatten samen ongeveer 600.000 inwoners in het zuidwestelijke deel van het Bekken. 
In het stroomgebied van de Salton Sea, liggen nog enkele steden als Palm Springs en Indio en, op Mexicaans grondgebied, de grote stad Mexicali.

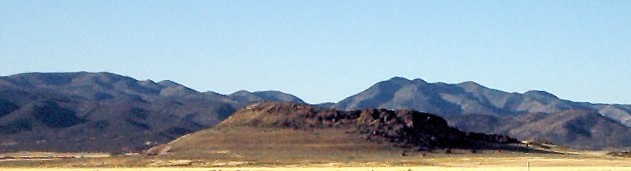
Uitgedoofde vulkaankegel vlak bij Fillmore bij Interstate 15.